# Yamaha Wildstar
Yamaha Wildstar är en motorcykel som har tillverkats av Yamaha.

## Tekniska specifikationer

### Prestanda för årsmodell 2004
- Motor: 2 cyl v-motor (48 grader). Luftkyld, 1602 cc, 4 ventiler/cylinder. Hydrauliskt styrda stötstänger.
- Effekt: 63 Hk / 4000 rpm
- Vridmoment: 134 Nm / 2250 rpm
- Kraftöverföring: 5 växlar, rem
- Torrvikt: 307 Kg
- Chassi: 43 mm gaffel, vaggram, centralstötdämpare bak
- Bromsar: Dubbla 298 mm skivor med tvåkolvsok fram. Enkel 320 mm skiva med tvåkolvsok bak
- Tankvolym: 20 liter